# Líšný
Líšný je obec, která se nachází v okrese Jablonec nad Nisou v Libereckém kraji. Obec je rozdělena na dvě části řekou Jizerou. V obci je evidováno 135 adres a žije zde 249 obyvatel.

## Historie
Vesnice Líšný se objevuje v písemné zmínce již k roku 1382 jako Lesczne. První chalupy vyrostly pravděpodobně na pravém břehu Jizery, na jižním svahu, při potůčku pramenícím pod výše položeným Sněhovem. Zřejmě již na konci 15. století se rozšířil tento i na osídlení vznikající na protilehlé straně řeky. Domky na pravém břehu patřily od roku 1565 k panství maloskalskému, vesnice rozrůstající se na břehu levém byla součástí hruborohozeckého zboží. Farou ves patřila ke Bzí. V zimě a při jarním tání byla cesta do kostela obtížná, nejednou zcela nemožná. Soused Jan Vyhlídko se proto rozhodl postavit na svém pozemku v Závrší malou kapličku. Na jaře 1777, tři roky před smrtí zakladatele, byla vysvěcena ke cti Jana Nepomuckého. „Fundaci“ musil Vyhlídko zaplatit na faru ve Bzí. Bzovský farář nebo kaplan tady několikrát do roka sloužili mši, nejslavnější o svatojanském květnovém svátku. Fundátor se ještě dočkal oslav půlstoletí od svatořečení Jana Nepomuckého, patrona kněží, mlynářů a vorařů, ochránce před povodněmi, utonutím a pomluvou, spolupatrona české země. Pobožnosti u kapličky byly hojně navštěvovány a konaly se až do první světové války.
Podle tradice býval v Líšném železný hamr a vápenná pec. Po zrušení hamru využila správa panství náhon z Jizery a rybníček k provozu líšenského mlýna. Upomínkou na staré železářské podnikání jsou občasné nálezy strusky a pomístní jméno Hamry. Rybník byl zrušen v roce 1774, mlýn o sto let později. Mlynář Bartoš přesídlil do Splzova a na místě mlýna byla postavena přádelna.
„Ani jediná z místních chalup neuživí svého majitele a jeho rodinu a každý z hnich je nucen hledat vedlejší zaměstnání (sklo, továrna, řemeslo, obchod). Rodí se zde žito, oves, málo pšenice a ječmene, brambory, červené zelí, řepa vodnice, burkyně, jetel, kolenec… Ovocnému stromoví věnují majitelé náležitou péči. Daří se pěkné a hojně a dobře se zpeněží. Naše košařky je odnášejí do Jablonce, rovněž maliny, borůvky, houby, také zeleninu v Turnově nakupovanou.“ Tak ve dvacátých letech 20. století charakterizoval život ve vsi líšenský kronikář. Líšný spolu s Libentinami byl v té době již samostatnou obcí se 74 domy, z toho byli čtyři „fabrické“, postavené majitelem přádelny.
Dělníci v textilce „u Menčíka“ vydělávali mezi 100 a 200 korunami týdně. Domácká sklářská práce při lampě u stolu, rafinace benglí a návlek znamenaly přilepšení v rodinách textilních dělníků, na něž se ale nemohli trvale spolehnout, neboť, jak píše kronikář, „výdělky sklářů jsou různé podle konjunktury, někdy velmi dobré, někdy ubohé“. Menčíkova textilka byla znárodněna a v roce 1956 zrušena. Tovární objekty převzal národní podnik ŽBS a soustředil sem zručné domácí sklářské dělníky a dělnice. Vyráběla se tady bižuterie z mačkaných i vinutých perel, skleněné kameny, později také svítidla a plastová bižuterie.
Od 22. října 2008 obec užívá znak a vlajku.

### Vývoj počtu obyvatel
| Rok            | 1869 | 1880 | 1890 | 1900 | 1910 | 1921 | 1930 | 1950 | 1961 | 1970 | 1980 | 1991 | 2001 |
| Počet obyvatel | 316  | 435  | 521  | 467  | 613  | 587  | 705  | 503  | 455  | 418  | 324  | 243  | 244  |

## Pamětihodnosti
- Sousoší kalvárie před vlakovou zastávkou
- Litinový kříž „U Patřičných“
- Kaplička „V Závrší“

## Doprava
Obec leží na hlavní silnici I/10 (E65, Praha–Harrachov). Od roku 1859 tudy prochází železniční trať Liberec–Pardubice; na místní zastávce v současnosti zastavují osobní vlaky linky Liberec–Nová Paka.

## Části obce
- Libentiny
- Líšný 1.díl
- Líšný 2.díl

Osady a samoty:
- Chocholouš (2. díl)
- Ve Zdůlni (2. díl)
- Závrší (2. díl)

## Fotogalerie

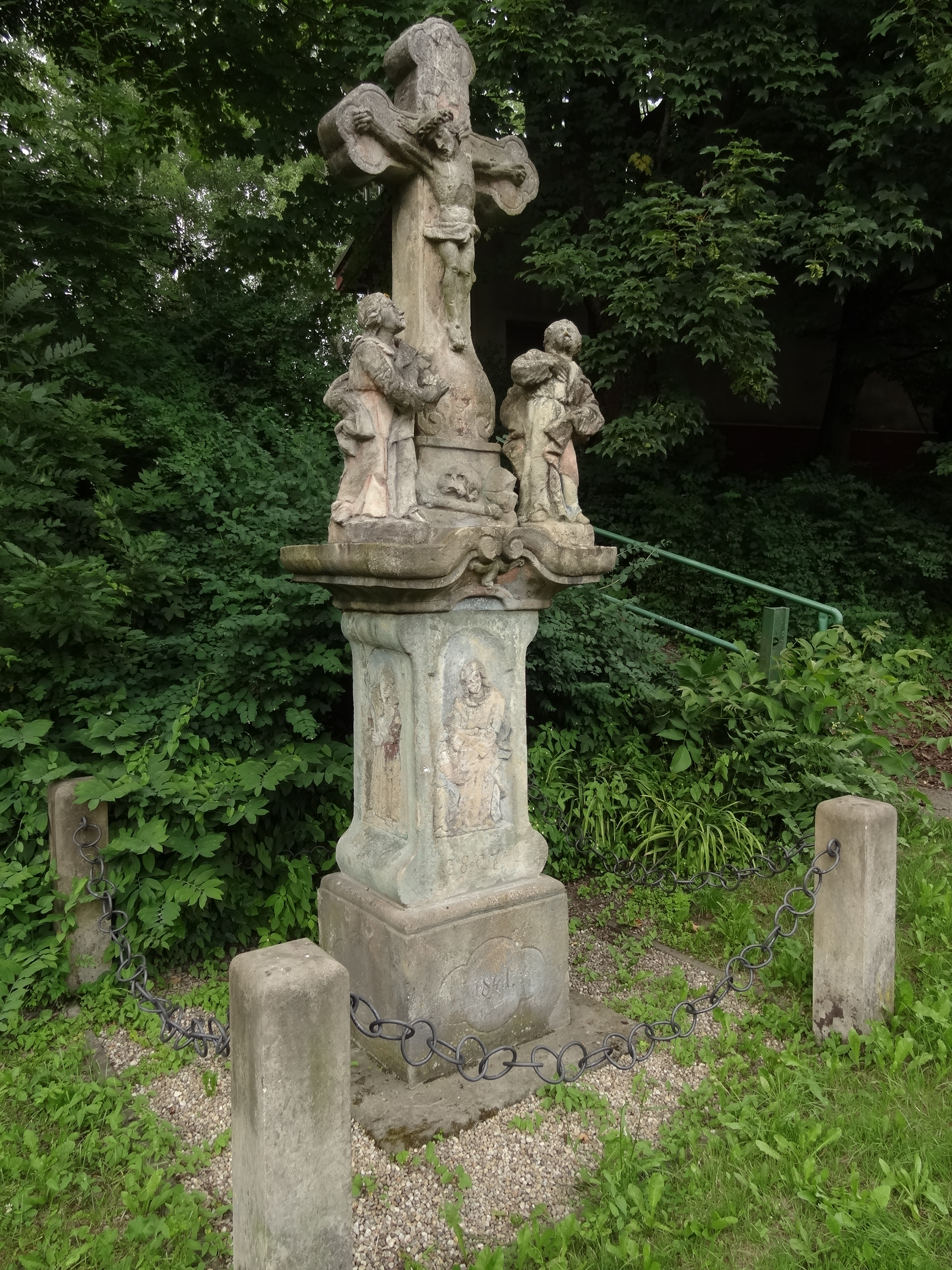
památkově chráněná kalvárie poblíž železniční zastávky (2. díl)
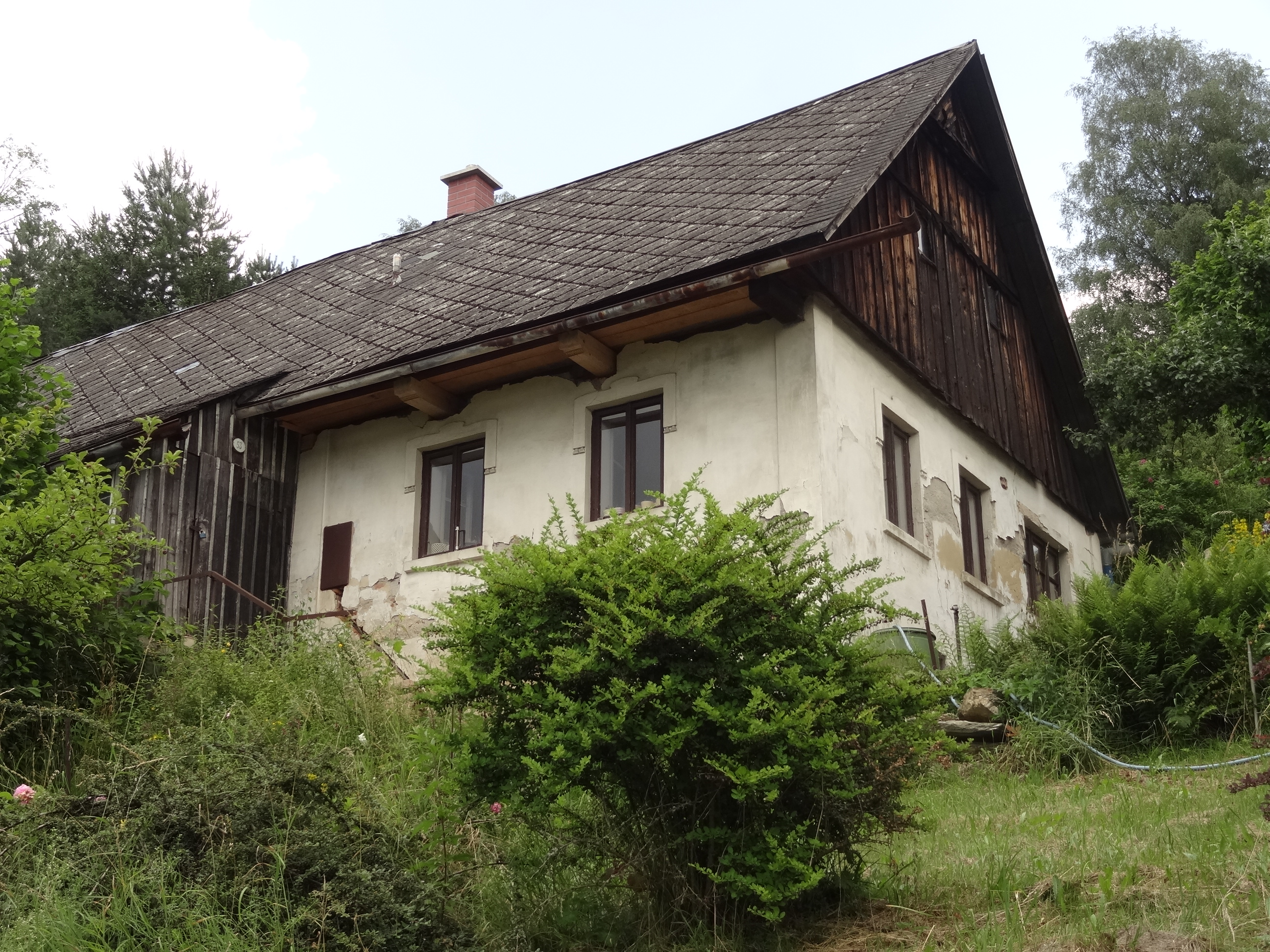
chalupa čp. 53 (2. díl)
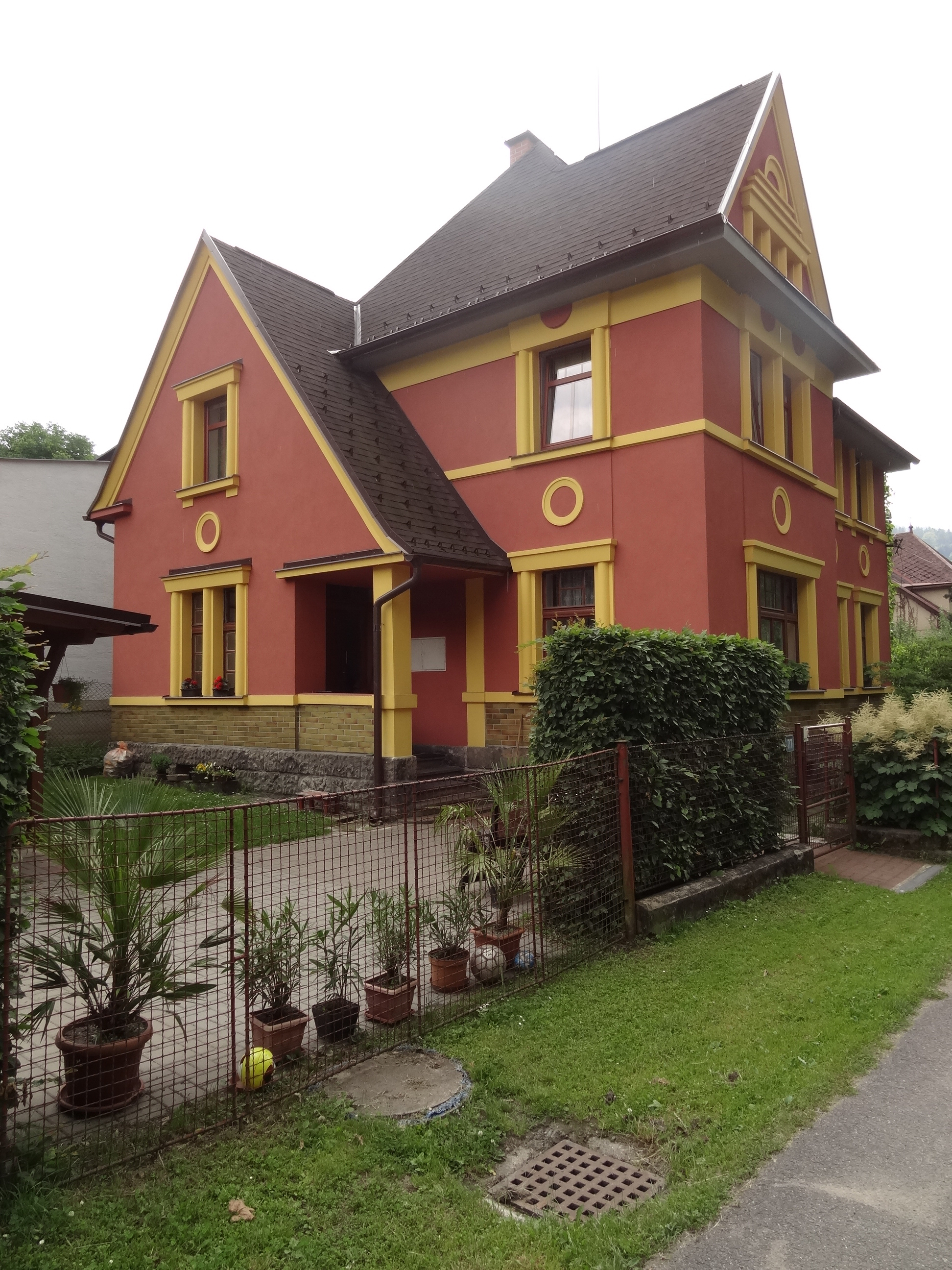
vila čp. 77 (2. díl)
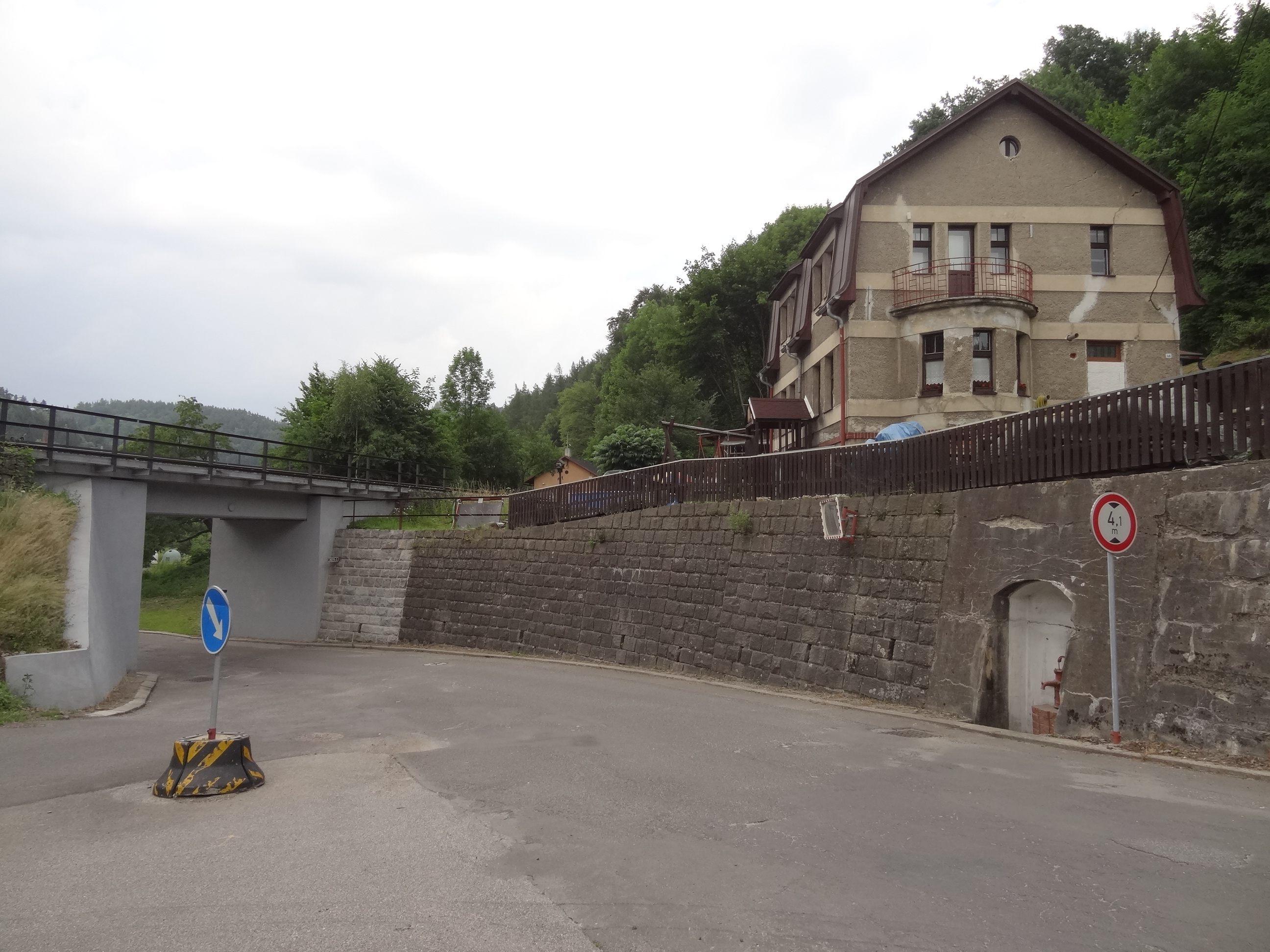
železniční viadukt a vila čp. 46 (2. díl)
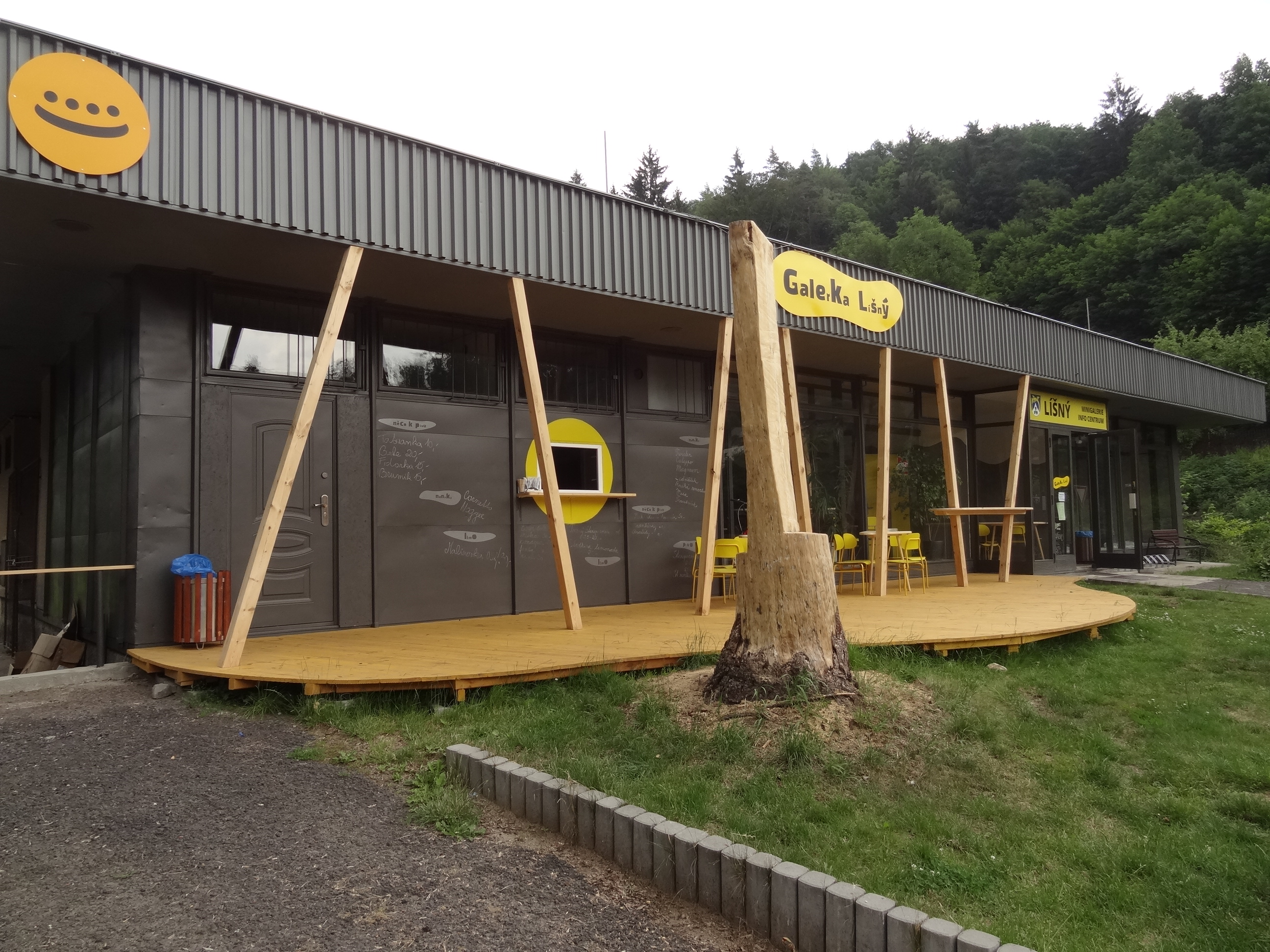
kavárna, minigalerie a infocentrum (2. díl)
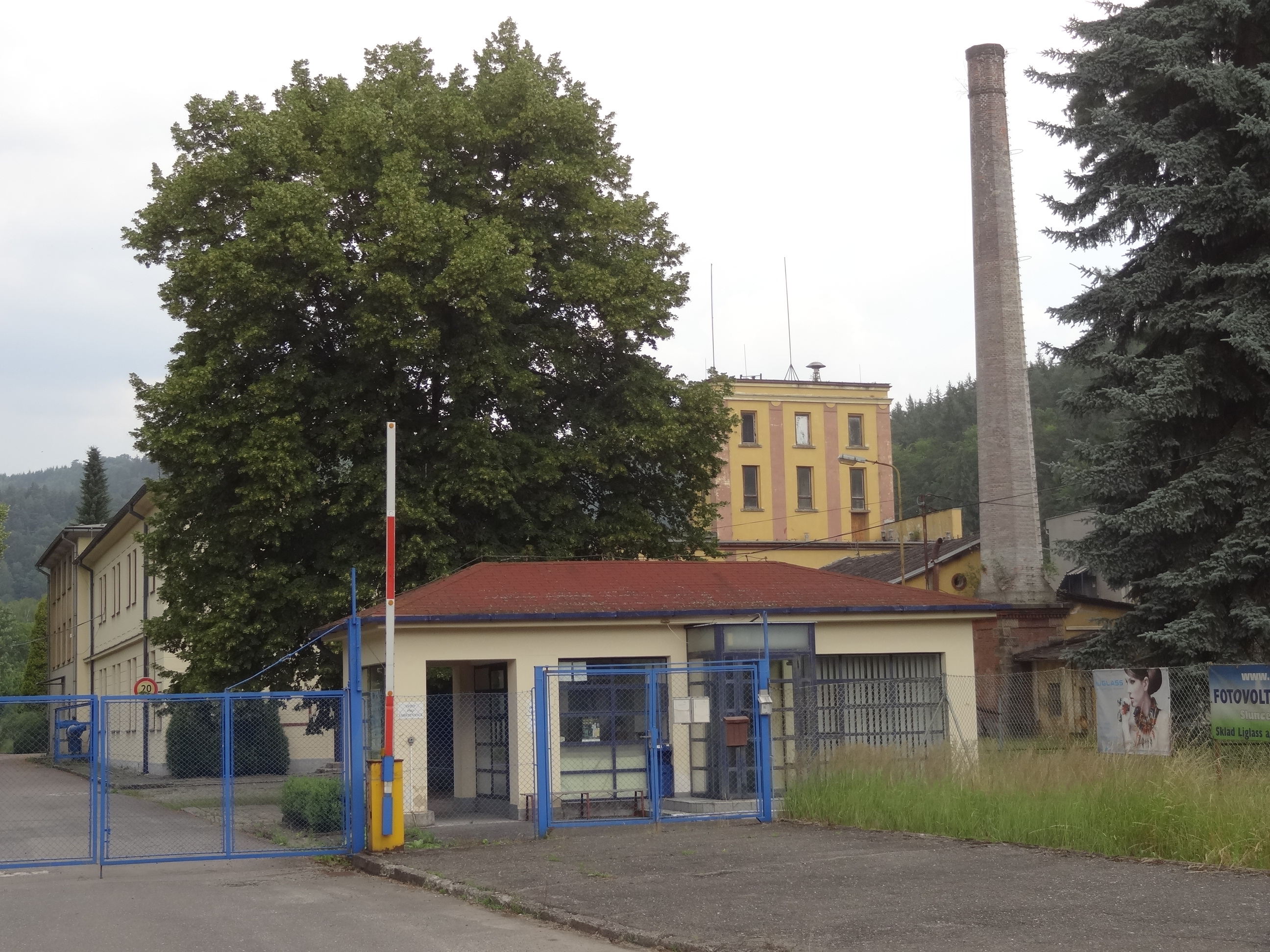
továrna čp. 6 (2. díl)
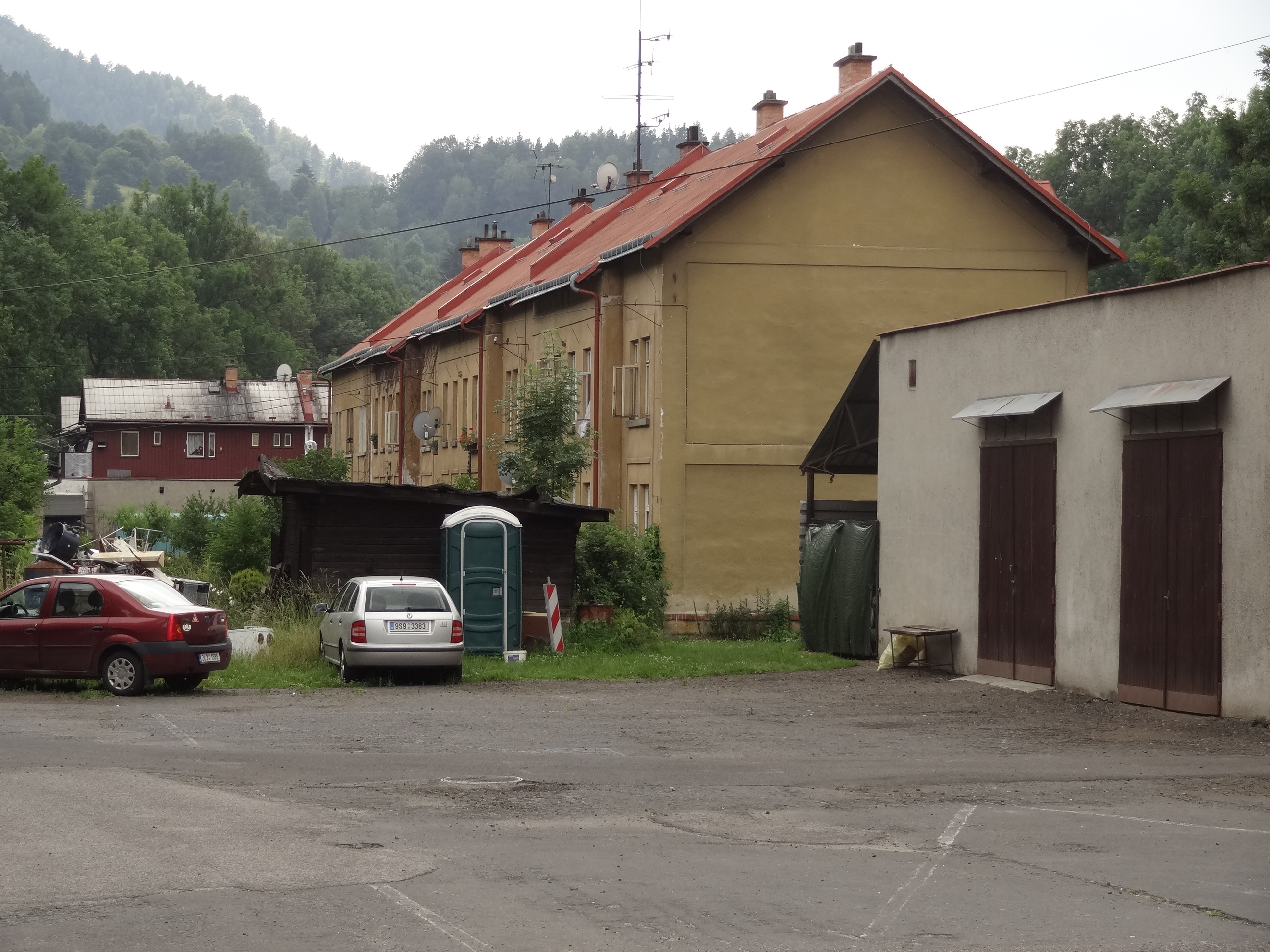
dělnické domy čp. 63, 64 a 70 (2. díl)
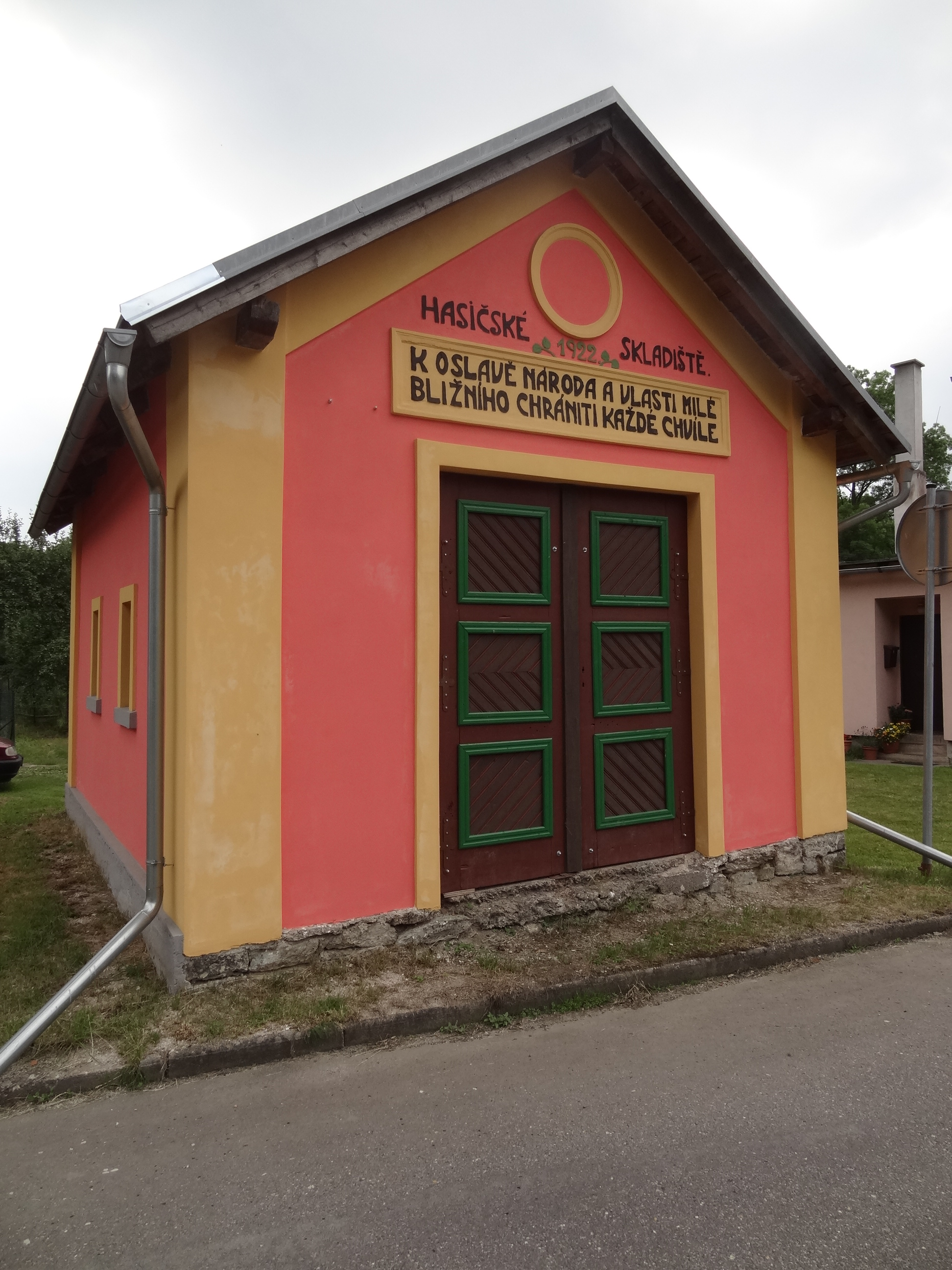
historické hasičské skladiště (2. díl)
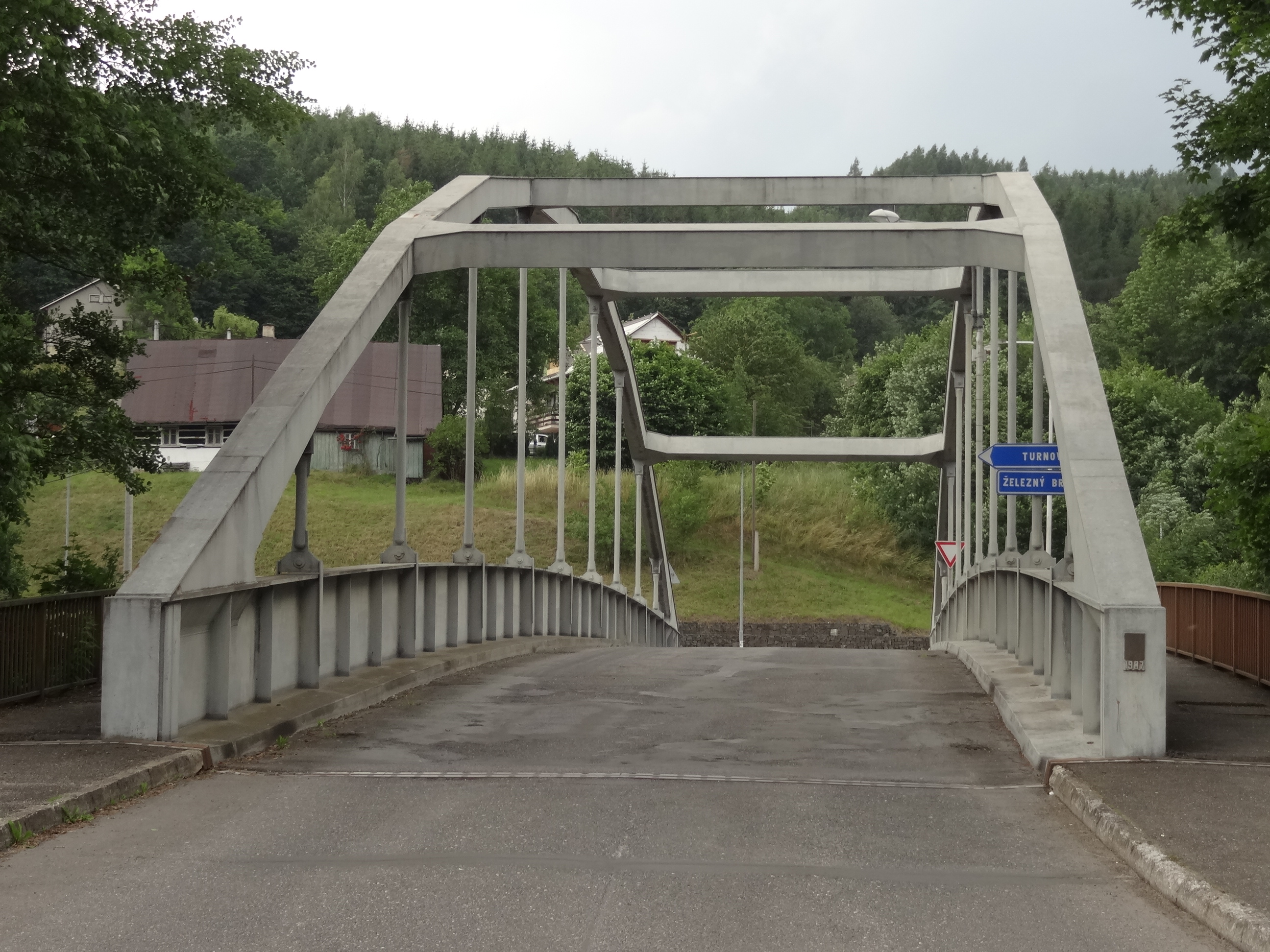
most přes řeku Jizeru
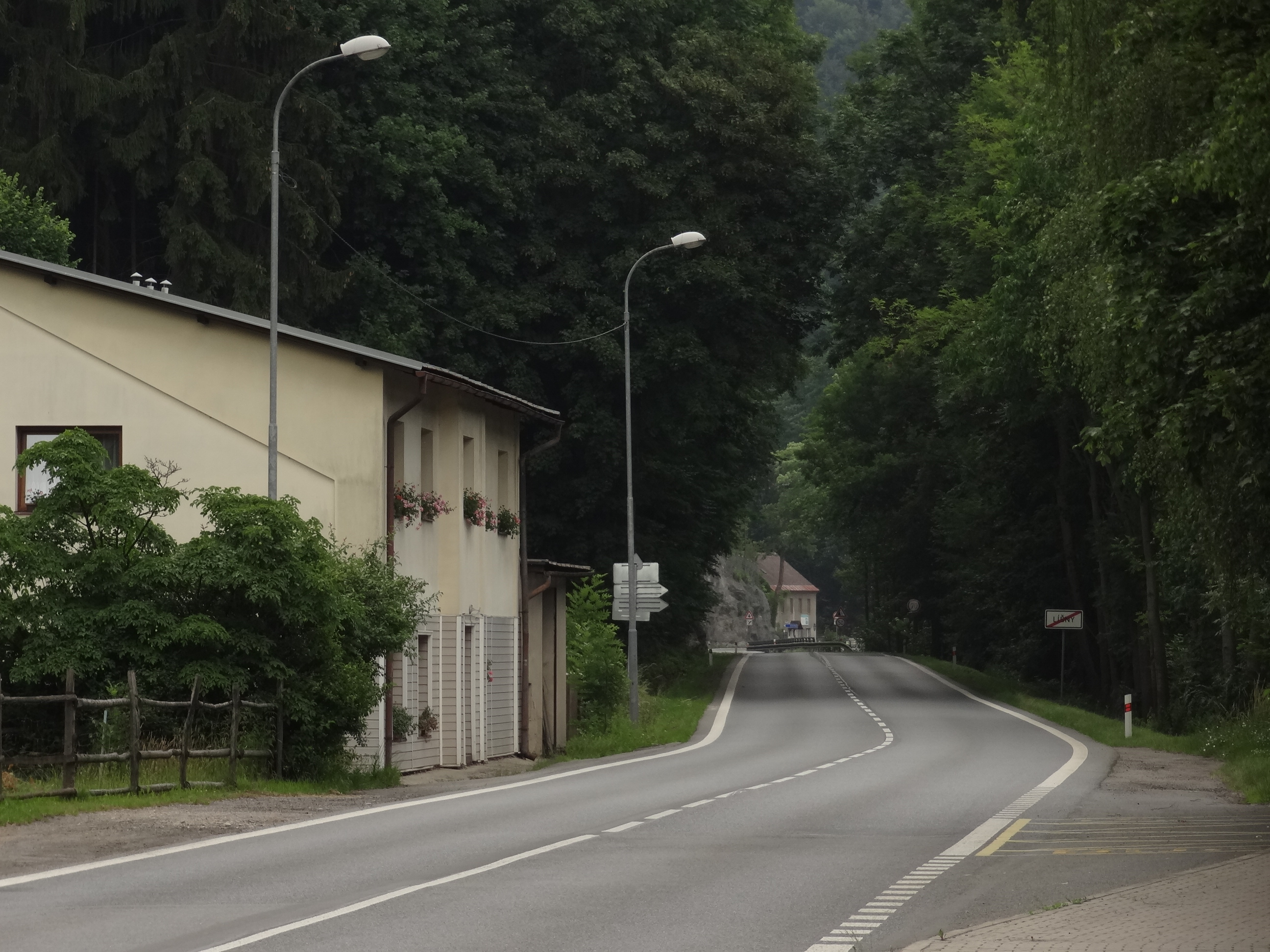
silnice I/10 směrem k Želči (1. díl)
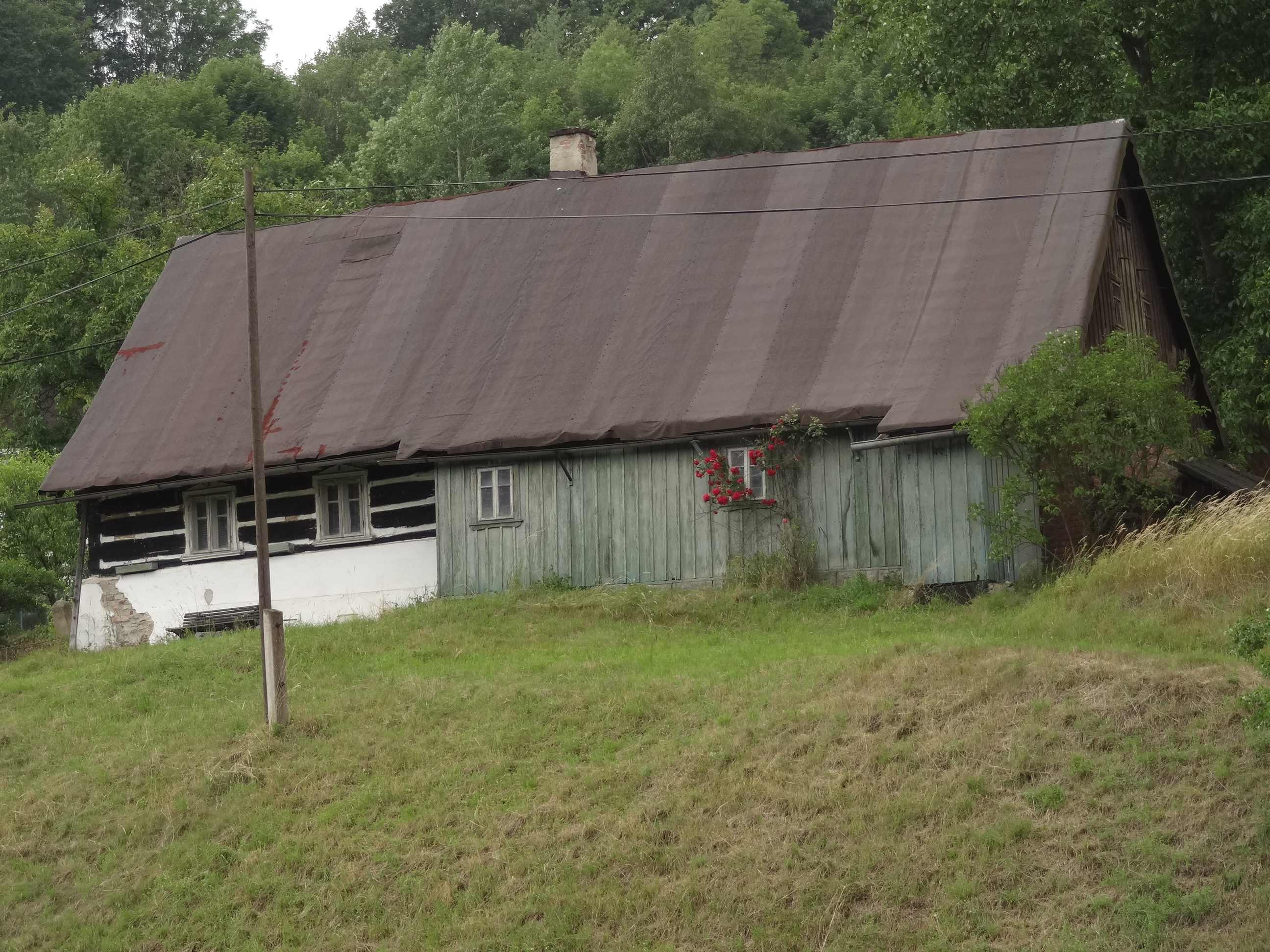
chalupa čp. 101 (1. díl)
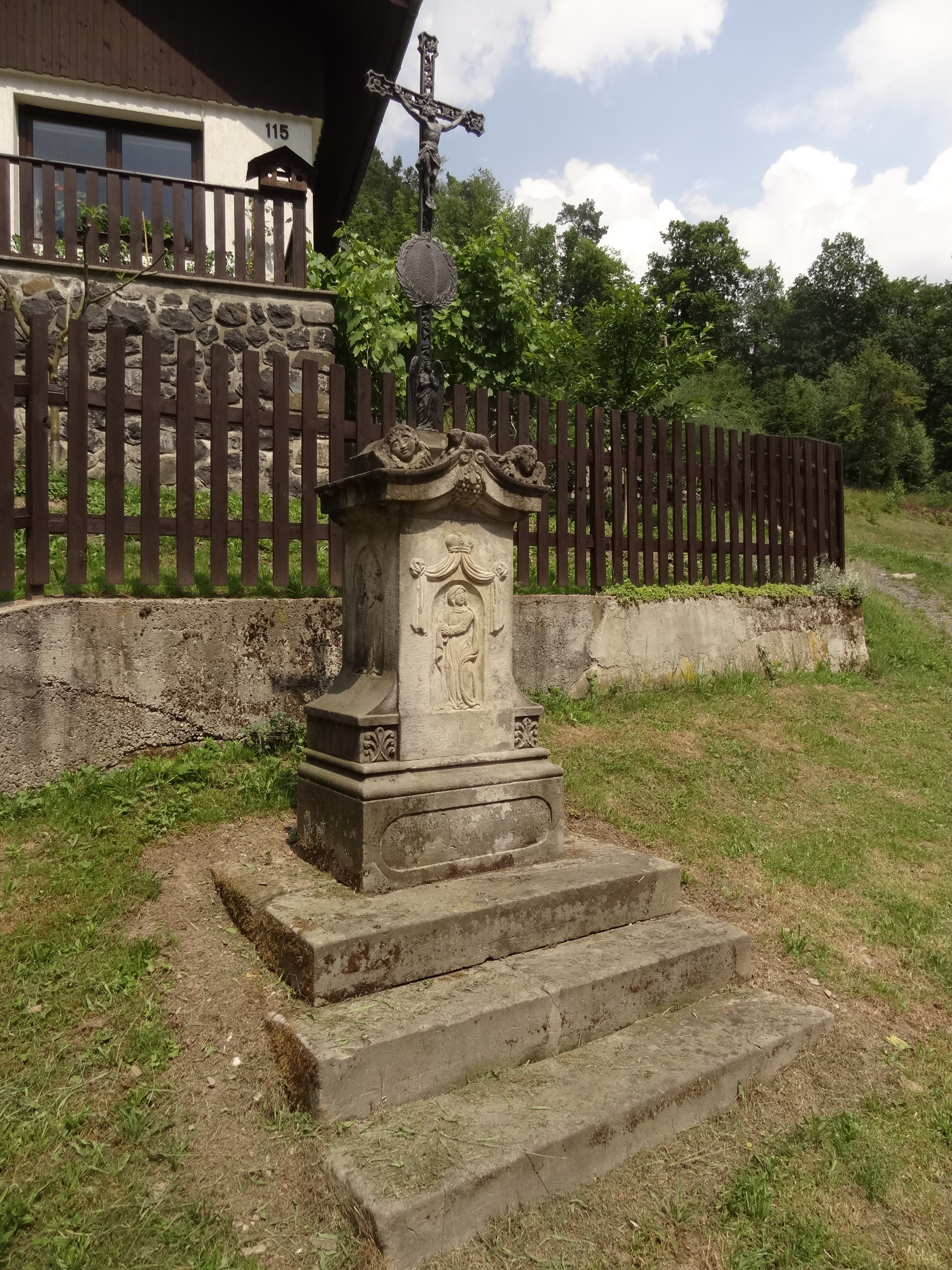
památkově chráněný kříž U Patřičných před domem čp. 115 (1. díl)
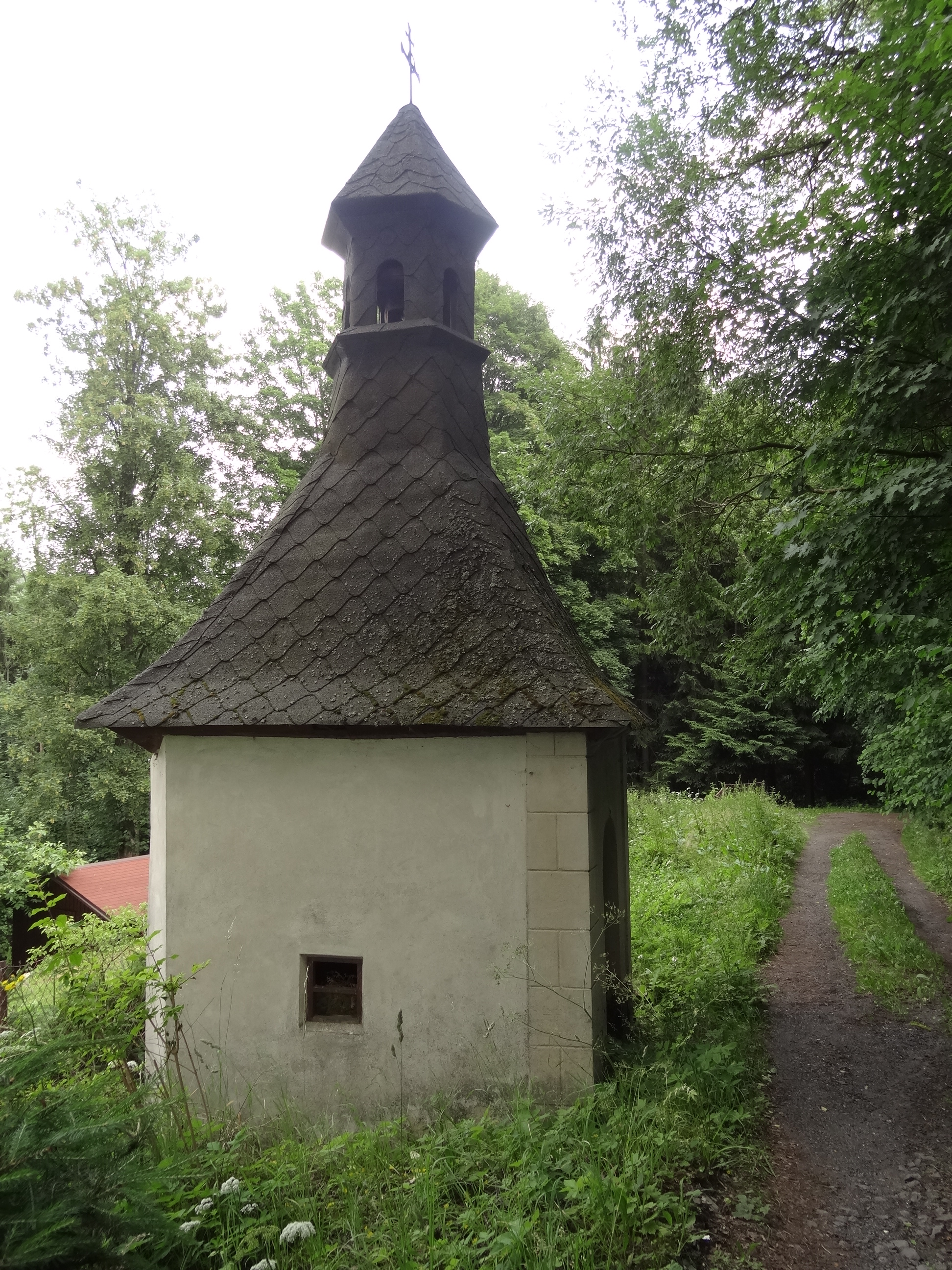
památkově chráněná kaplička sv. Jana Nepomuckého v osadě Závrší
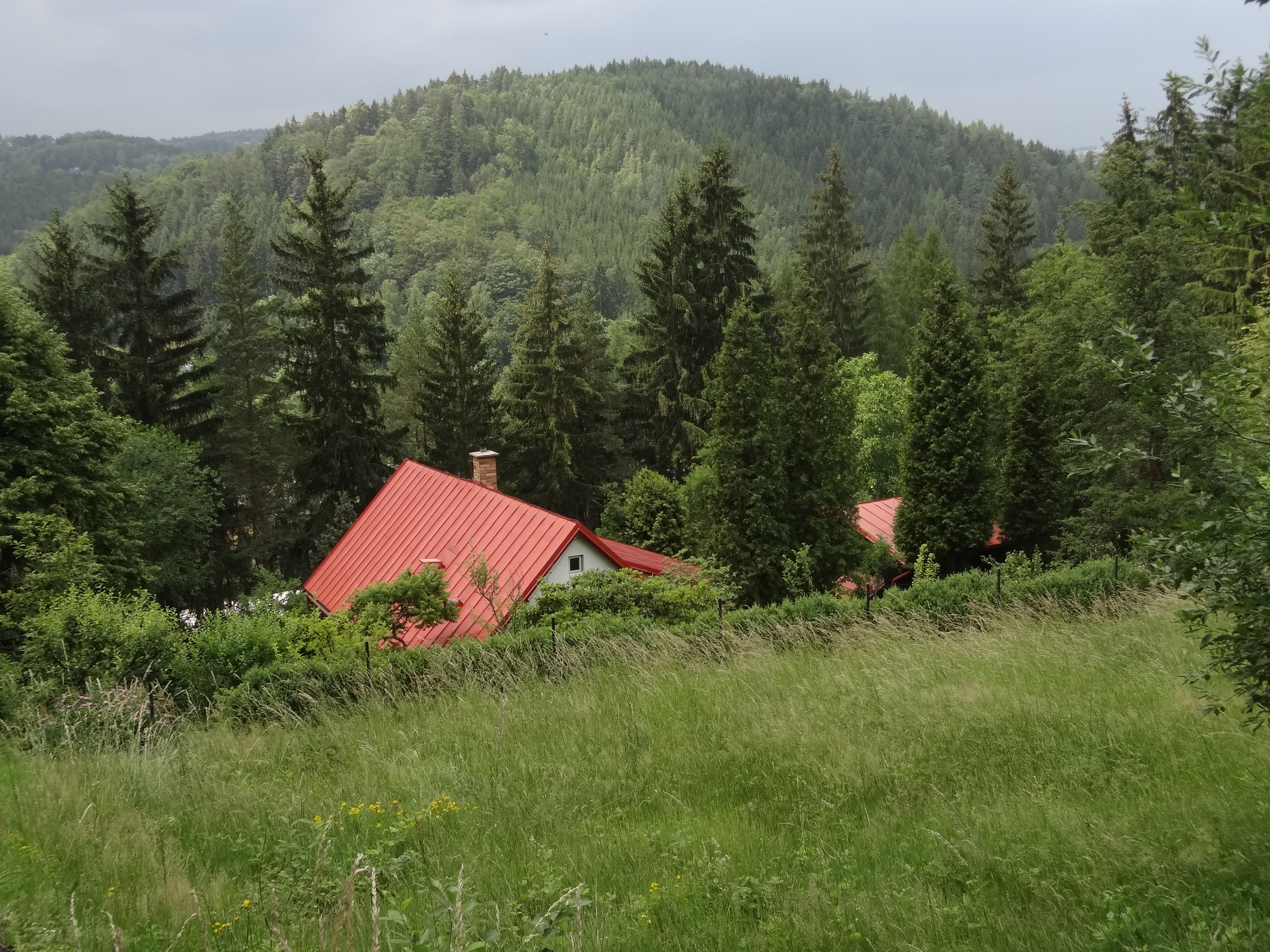
osada Chocholouš